# (2168) Swope
(2168) Swope – planetoida z pasa głównego asteroid okrążająca Słońce w ciągu 3,84 lat w średniej odległości 2,45 au. Została odkryta 14 września 1955 roku w Goethe Link Observatory w Brooklynie. Nazwa planetoidy upamiętnia Henriettę Hill Swope (1902–1980) – amerykańską astronom.